# 周大福商業中心

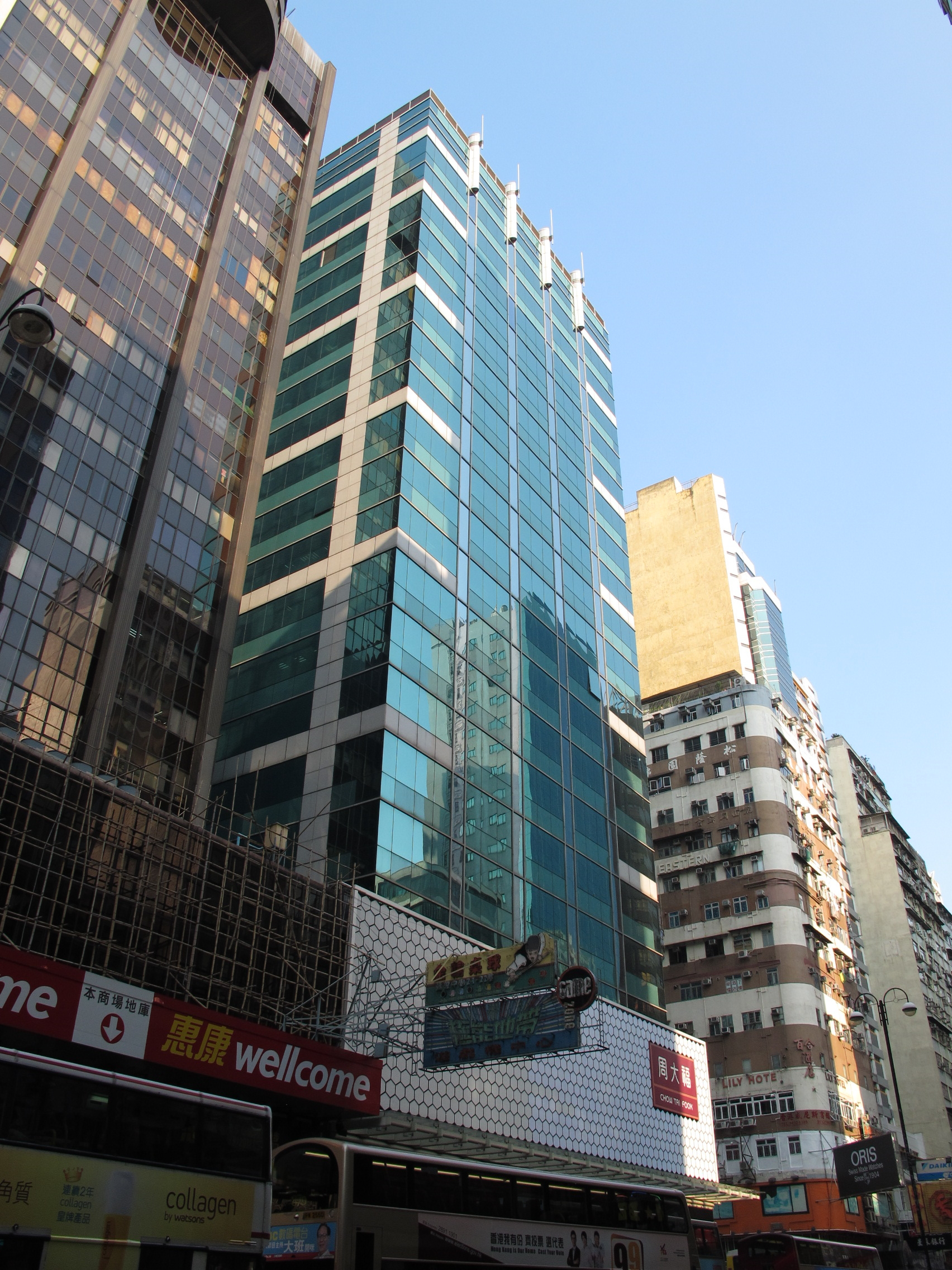
周大福商業中心

周大福商業中心是一個位於香港旺角彌敦道580A號的商業大廈，大廈樓高22層，於1997年建成，為前土地發展公司重建項目，由新世界發展負責發展，目前由富城集團管理。其中以基座商場“潮流特區”最為著名。而商業大廈主要租戶為旺角彌敦道紅十字會捐血站，推拿和按摩店和香港環球教育集團(HKUE)。

## 潮流特區

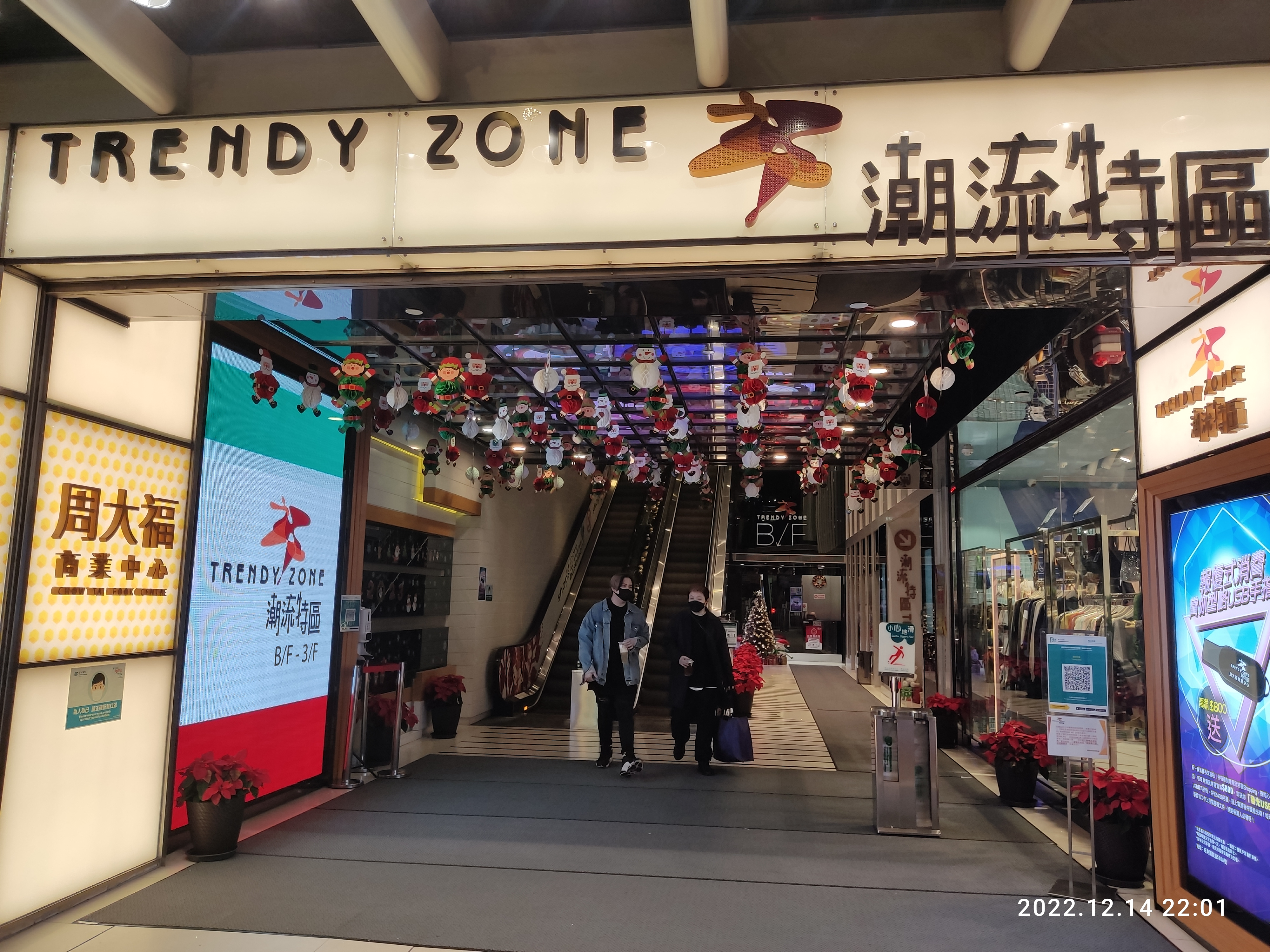
潮流特區位於地下的入口

商場樓高4層，位於B1至3樓，主打年輕服飾、公仔、精品手飾及鐘錶為主。商場在2001年至2011年為最風光時期，需要進行人潮管制，遊人進入商場範圍需要排隊。不過到2017年開始出現空置潮，當中以3樓最嚴重，28個舖位之中，只有12間營業，4間張貼遷往其他樓層告示，部份表示結業。有「蝕住做」的租戶相信與網購和代購興起，消費習慣改變有關。而不少租戶亦表示生意慘淡。到2018年，曾傳出商場會關閉及由連鎖集團承租整層，但之後沒有下文；而3樓在2019年初已經關閉。

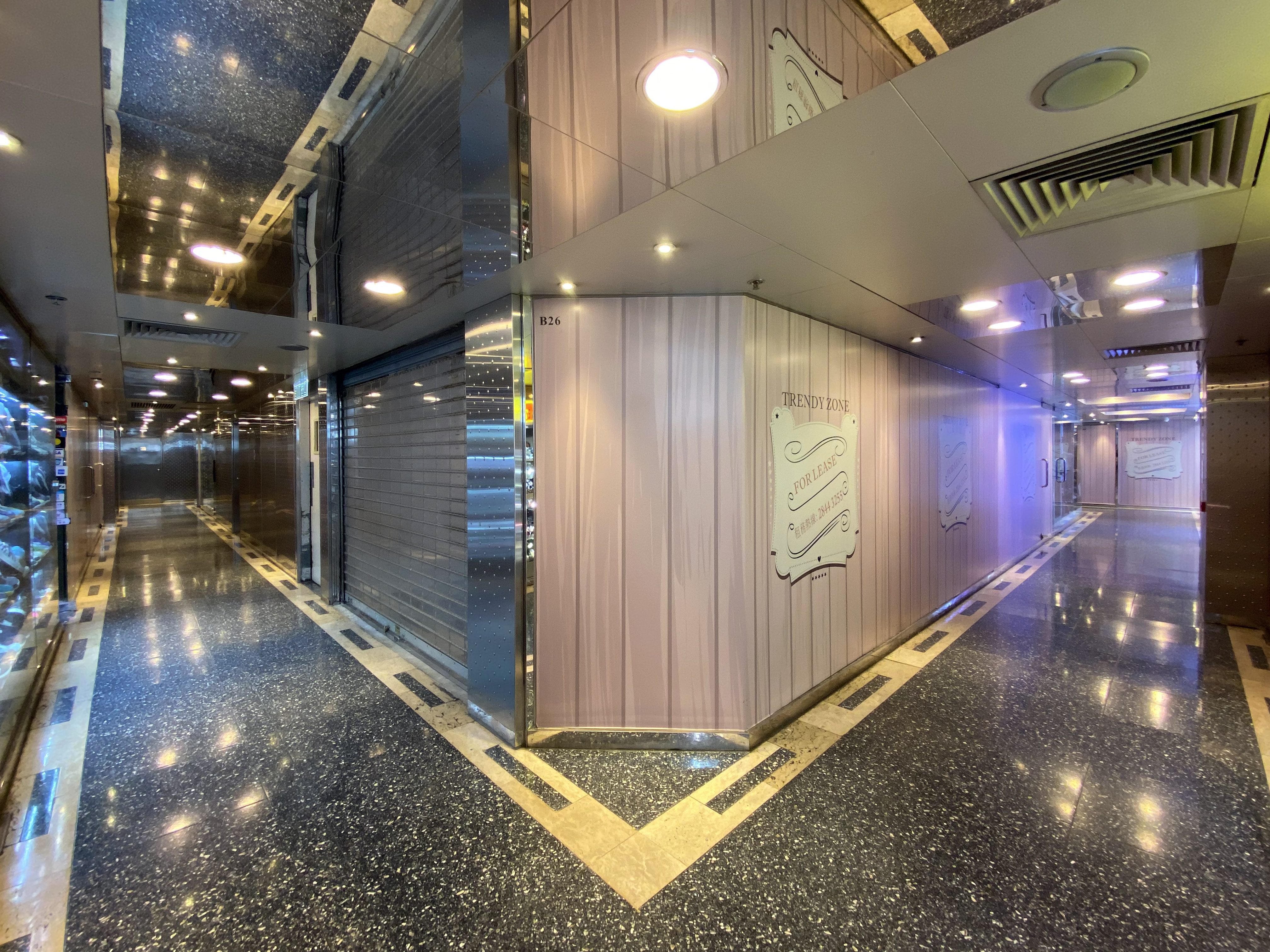
商場B1層有大量鋪位空置（2020年）
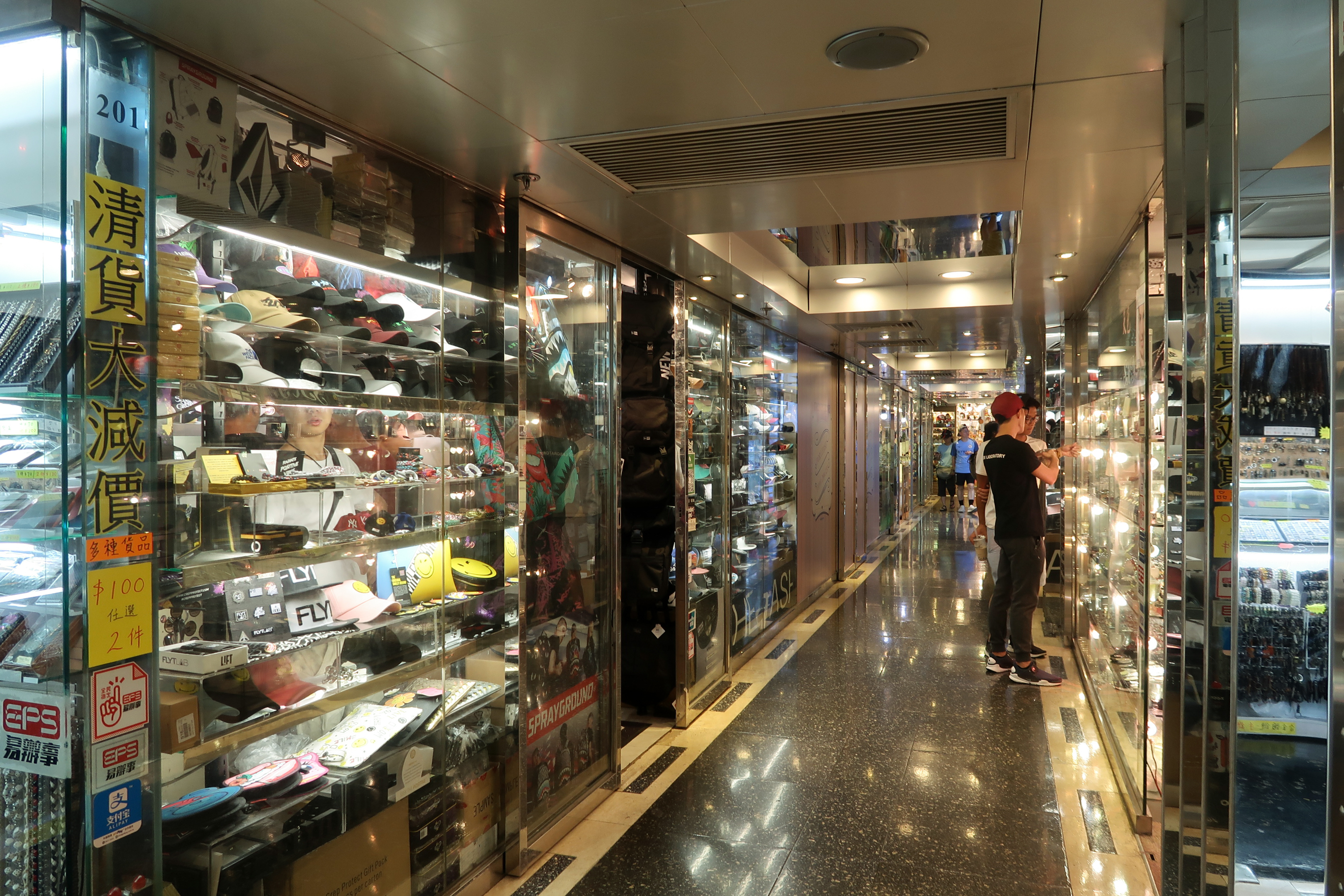
商場2樓（2018年）
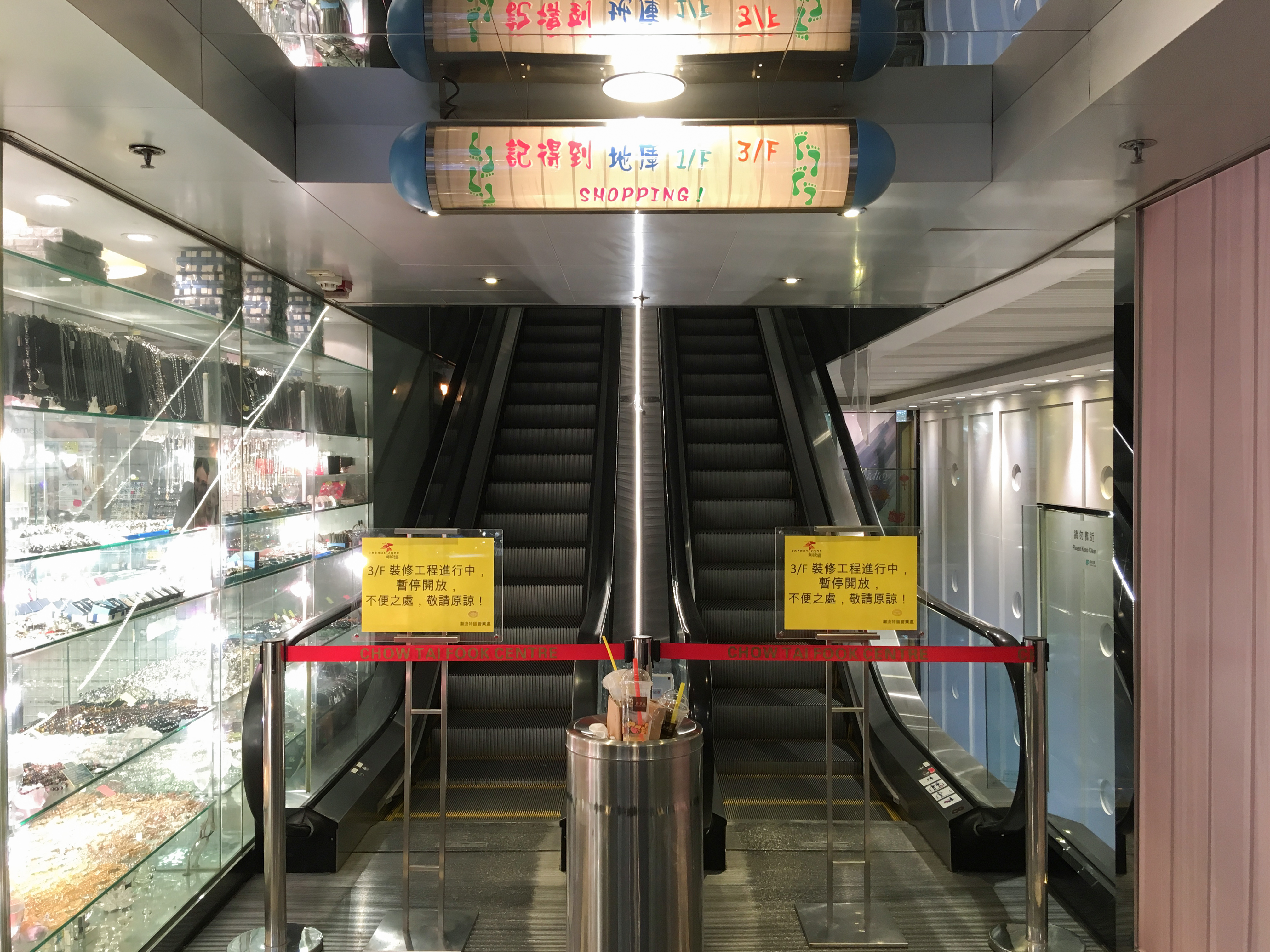
往商場3樓的扶手電梯在2019年初已經關閉

## 外部參考
1. ↑  . 中原工商鋪.   [2023-10-06].
2. ↑  . 香港01. 2018-08-27  [2023-10-06]. （原始内容存档于2023-10-07）.
3. ↑  . 香港經濟日報. 2020-04-28  [2023-10-06].